# Liste der Landschaftsschutzgebiete im Landkreis Kronach
Im Landkreis Kronach gibt es acht Landschaftsschutzgebiete. (Stand: November 2018)

## Hinweise zu den Angaben in der Tabelle
- Gebietsname: Amtliche Bezeichnung des Schutzgebietes
- Bild/Commons: Bild und Link zu weiteren Bildern aus dem Schutzgebiet
- LSG-ID: Amtliche Nummer des Schutzgebietes
- WDPA-ID: Link zum Eintrag des Schutzgebietes in der World Database on Protected Areas
- Wikidata: Link zum Wikidata-Eintrag des Schutzgebietes
- Ausweisung: Datum der Ausweisung als Schutzgebiet
- Gemeinde(n): Gemeinden, auf denen sich das Schutzgebiet befindet
- Lage: Geografischer Standort
- Fläche: Gesamtfläche des Schutzgebietes in Hektar
- Flächenanteil: Anteilige Flächen des Schutzgebietes in Landkreisen/Gemeinden, Angabe in % der Gesamtfläche
- Bemerkung: Besonderheiten und Anmerkungen

Bis auf die Spalte Lage sind alle Spalten sortierbar.
| Gebietsname | Bild/Commons   | LSG-ID       | WDPA-ID | Wikidata  | Ausweisung | Gemeinde(n) | Lage     | Fläche ha | Flächenanteil                                                                  | Bemerkung |
| --- | -------------- | ------------ | ------- | --------- | ---------- | ----------- | -------- | --------- | ------------------------------------------------------------------------------ | --------- |
| LSG Degen in der Gemarkung Küps und Au                                                                                           | weitere Bilder | LSG-00334.01 | 395824  | Q59636033 | 1982       |             | Position | 12,26     | Landkreis Kronach (100 %)                                                      |           |
| LSG Frankenwald im Gebiet der Landkreise Hof, Kronach und Kulmbach                                                               | weitere Bilder | LSG-00555.01 | 396106  | Q59635634 | 2001       |             | Position | 43183,38  | Landkreis Hof (17,2 %), Landkreis Kronach (74,6 %), Landkreis Kulmbach (8,0 %) |           |
| LSG Kreuzberg - Hohe Warte im Gebiet der Stadt Kronach, des Marktes Marktrodach und der Gemeinde Wilhelmsthal, Landkreis Kronach | weitere Bilder | LSG-00389.01 | 395897  | Q59636036 | 1986       |             | Position | 708,7     | Landkreis Kronach (100 %)                                                      |           |
| LSG Melm im Gebiet der Stadt Kronach und des Marktes Marktrodach, Landkreis Kronach                                              |                | LSG-00390.01 | 395898  | Q59636037 | 1986       |             | Position | 432,06    | Landkreis Kronach (100 %)                                                      |           |
| LSG Mitwitzer Wustungen im Gebiet des Marktes Mitwitz, Landkreis Kronach                                                         |                | LSG-00548.01 | 396099  | Q59636042 | 2001       |             | Position | 988,39    | Landkreis Kronach (99,9 %)                                                     |           |
| LSG Rosenberg im Gebiet der Stadt Kronach, Landkreis Kronach                                                                     |                | LSG-00392.01 | 395900  | Q59636041 | 1986       |             | Position | 195,76    | Landkreis Kronach (100 %)                                                      |           |
| LSG Teuschnitz Au im Gebiet der Stadt Teuschnitz, Landkreis Kronach                                                              |                | LSG-00391.01 | 395899  | Q59636039 | 1986       |             | Position | 94,21     | Landkreis Kronach (100 %)                                                      |           |
| Roter Bühl |                | LSG-00549.01 | 396100  | Q59636044 | 2001       |             | Position | 1626,16   | Landkreis Kronach (100 %)                                                      |           |